# Les Roulottes, campement de Bohémiens
Les Roulottes, campement de Bohémiens est une peinture à l'huile sur toile de 45 × 51 cm réalisée par  Vincent van Gogh en août 1888 non loin d'Arles près de l'abbaye de Montmajour. Elle représente un campement de Bohémiens installés dans la campagne.

## Description
Ce tableau, de dimension assez petite, représente deux verdines, roulottes essentiellement utilisée par des Tziganes du milieu du XIXe au milieu du XXe siècle, ainsi qu'une charrette bâchée avec quelques personnages (deux adultes et trois enfants) et des animaux (chevaux), très certainement utilisés comme bêtes de trait. Il s'agit d'une halte d’une famille de gitans comme il y en avait beaucoup dans cette région au siècle dernier.
Le tableau s’articule autour d’une ligne médiane non tracée en forme d’arc. Celle-ci commence au niveau de la croupe du cheval de gauche à la tête penchée du cheval de droite, à la robe brune tout en s'élevant au-dessus du toit de la roulotte centrale. Le tableau est divisé en trois zones distinctes : le ciel, l'ensemble roulottes-personnages-animaux, le sol qui occupe la plus grande partie du tableau. Paradoxalement il s'agit de la partie la lumineuse de la peinture et non le ciel.

## Historique
Vincent van Gogh quitte Paris et s’installe à Arles en février 1888. Subjugué par les lumières provençales pleine de soleil, il y réalise quelques-unes de ses toiles devenues ultérieurement les plus célèbres comme Les Tournesols, La Chambre de Van Gogh à Arles (3e version) ou L'Arlésienne (toiles aujourd'hui conservées au musée d'Orsay comme ce tableau.)
Pour réaliser cette toile, Vincent van Gogh sympathise avec des Bohémiens pour figurer sa vision de leur campement. 
Vincent van Gogh était attiré par ce qu'il considérait comme un style de vie romantique et exotique. D’autant que cette peinture révèle le rapport entre une communauté nomade peut-être plus libre, opposée à l’isolement voire à l’exclusion de Vincent face à une société arlésienne plus conservatrice. La marginalisation sociale des gens du voyage a attiré Van Gogh, dont l'empathie pour les marginalisés a été accrue dans ce cas par le style de vie itinérant qu’il a aussi mené pour peindre.

## Provenance
- Maurice Fabre, Gasparets
- De 1908 à 1909, Galerie Druet
- De 1909 à 1909, Galerie Paul Rosenberg
- De 1909 à 1931, M. et Mme Raymond Koechlin
- 1931, accepté par l'Etat à titre de legs au musée du Louvre
- De 1931 à 1947, musée du Louvre, Paris
- De 1947 à 1986, musée du Louvre, galerie du Jeu de Paume, Paris
- 1986, affecté au musée d'Orsay, Paris

## Évocation
Le roman Kalia sous les étoiles de Didier Dufresne et Cécile Geiger est suivi de la reproduction du tableau Les Roulottes de Van Gogh et d'une courte documentation sur le peintre (édition L'Élan vert, 2019)).